# Sentier de la Lieutenance
Sentier de la Lieutenance är en gränd i Quartier du Bel-Air i Paris tolfte arrondissement. Gatans namn är av oklart ursprung. Sentier de la Lieutenance börjar vid Boulevard Soult 81 bis och slutar vid Villa du Bel-Air 19.

## Bilder
| - Gatuskylt. - Sentier de la Lieutenance. - Sentier de la Lieutenance. - Notre-Dame de Saint-Mandé. |

## Omgivningar
- Notre-Dame de Saint-Mandé
- Square Émile-Cohl
- Square Georges-Méliès

## Kommunikationer
- Tunnelbana – linje  – Saint-Mandé
- Tunnelbana – linje  – Porte de Vincennes
- Busshållplats Montempoivre – Paris bussnät

### Webbkällor
- ”Sentier de la Lieutenance”. Mairie de Paris. https://web.archive.org/web/20190905051251/http://www.v2asp.paris.fr/commun/v2asp/v2/nomenclature_voies/Voieactu/5605.nom.htm. Läst 9 oktober 2023.
- ”Sentier de la Lieutenance (12ème arrondissement)”. Les rues de Paris. https://web.archive.org/web/20190929132308/http://www.parisrues.com/rues12/paris-12-rue-de-thorins.html. Läst 9 oktober 2023.